# Coffee Bay
Coffee Bay (en afrikàans: Koffiebaai) és un poble de la Costa Salvatge de la província del Cap Oriental de Sud-àfrica. Es troba a uns 250 quilòmetres al sud-oest de la ciutat de Durban i té una població de 258 habitants.
La ciutat rep el nom dels centenars d'arbres de cafè que hi van créixer a partir dels grans de cafè escampats bé per naufragis o bé pels saquejadors. Un complex de vacances a Tembulàndia es troba a 80 km al sud-est de Viedgesville. S'hi pot accedir per un trencall des de l'autopista N2.
El riu Mthatha té la seva desembocadura prop de Coffee Bay.